# 명작의 고향
《명작의 고향》은 1985년 2월 7일부터 1985년 4월 11일까지 시즌 1을, 1985년 10월 22일부터 1986년 4월 1일까지 시즌 2를 MBC에서 제작, 방영한 교양프로그램이다.

## 기획 의도
방송사상 최초의 본격 문학 다큐멘터리를 표방했다. 즉 문학 다큐멘터리라는 새로운 방송 장르를 구축하면서 문학과 인간 그리고 역사의 정체를 극명하게 밝혀내는 것 및 세계 문학사에 큰 획을 긋고 현대인들에게 마음의 양식을 주며 삶의 지표를 제시한 세계적 고전의 산실을 찾아 작가의 인생관과 작품의 배경, 내용 등을 대한민국 시청자들에게 소개하는 것을 목표로 삼았고 해외 현지 취재를 통해 제작했다.

## 내레이션 및 목소리 출연

### 내레이션
- 김세원
- 이선영

### 목소리 출연[3]
- 박웅
- 유강진
- 김종성
- 황일청
- 최병학
- 황원
- 김은영
- 안정현
- 이경자
- 양지운
- 김기현
- 김도현
- 김태훈
- 엄주환
- 서금옥
- 유승태

## 방영 목록

### 시즌 1
| 년     | 회차          | 방송                                         | PD     | 조연출 | 작가   |
| 1985년 | 1회(2월 7일)  | 빅토르 위고 《레미제라블》                   | 정명규 |        | 송지나 |
| 1985년 | 2회(2월 14일) | 요한 볼프강 폰 괴테 《젊은 베르테르의 슬픔》 | 정명규 |        | 송지나 |
| 1985년 | 3회(2월 21일) | 뒤마 피스 《춘희》                           | 정명규 |        |        |
| 1985년 | 4회(3월 7일)  | 프리드리히 실러 《빌헬름 텔》                | 정명규 |        | 손미희 |
| 1985년 | 5회(3월 14일) | 귀스타브 플로베르 《보바리 부인》            | 정명규 |        | 송지나 |
| 1985년 | 6회(3월 21일) | 안네 프랑크 《안네의 일기》                  | 정명규 | 정길화 |        |
| 1985년 | 7회(3월 28일) | 스탕달 《적과 흑》                           | 정명규 | 정길화 |        |
| 1985년 | 8회(4월 4일)  | 토머스 하디 《테스》                         | 정명규 | 정길화 |        |
| 1985년 | 9회(4월 11일) | 뒤마 페르 《몬테크리스토 백작》              | 정명규 | 정길화 | 유지나 |

### 시즌 2
| 년             | 회차                                 | 방송                                       | PD             | 조연출         | 작가   |
| 1985년         | 1회(10월 22일)                       | 미겔 데 세르반테스 《돈키호테》            | 정명규         | 최우철         | 남영우 |
| 1985년         | 2회(10월 29일)                       | 에밀리 브론테 《폭풍의 언덕》              | 정명규         | 최우철         | 문영심 |
| 1985년         | 3회(11월 5일)                        | 어니스트 헤밍웨이 《노인과 바다》          | 박흥영         | 이주갑, 최우철 | 김광휘 |
| 1985년         | 4회(11월 12일)                       | 허먼 멜빌 《모비딕》                       | 박흥영         | 이주갑, 최우철 | 강석경 |
| 1985년         | 5회(11월 19일)                       | 기 드 모파상 《여자의 일생》               | 정명규         | 최우철         |        |
| 1985년         | 6회(11월 26일)                       | 한스 크리스티안 안데르센 《미운 오리새끼》 | 정명규         | 최우철         | 신선희 |
| 1985년         | 7회(12월 10일)                       | 존 스타인벡 《에덴의 동쪽》                | 박흥영         | 이주갑, 최우철 |        |
| 1985년         | 8회(12월 17일)                       | 마크 트웨인 《톰 소여의 모험》             | 박흥영         | 이주갑, 최우철 | 문지현 |
| 1986년         |                                      |                                            |                |                |        |
| 9회(1월 7일)   | 윌리엄 셰익스피어 《햄릿》           | 정명규                                     | 최우철         |                |        |
| 10회(1월 14일) | 프로스페르 메리메 《카르멘》         | 정명규                                     | 최우철         |                |        |
| 11회(1월 21일) | 유진 오닐 《밤으로의 긴 여로》       | 박흥영                                     | 이주갑, 최우철 | 문지형         |        |
| 12회(1월 28일) | 에드거 앨런 포 《검은 고양이》       | 박흥영                                     | 이주갑, 최우철 | 천양희         |        |
| 13회(2월 4일)  | 헤르만 헤세 《수레바퀴 아래서》      | 정명규                                     | 최우철         |                |        |
| 14회(2월 11일) | D. H. 로렌스 《아들과 연인》         | 정명규                                     | 최우철         |                |        |
| 15회(2월 18일) | 월트 휘트먼 《풀잎》                 | 박흥영                                     | 이주갑, 최우철 | 김승희         |        |
| 16회(2월 25일) | 윌리엄 포크너 《음향과 분노》        | 박흥영                                     | 이주갑, 최우철 | 문지형         |        |
| 17회(3월 11일) | 오노레 드 발자크 《골짜기의 백합》   | 정명규                                     | 최우철         |                |        |
| 18회(3월 18일) | 단테 《신곡》                        | 정명규                                     | 최우철         |                |        |
| 19회(3월 25일) | 마거릿 미첼 《바람과 함께 사라지다》 | 박흥영                                     | 정길화         | 문지형         |        |
| 20회(4월 1일)  | 나다니엘 호손 《주홍글자》           | 박흥영                                     | 정길화         | 문지형         |        |